# Paulus Powell
Paulus Powell (* 1809 im Amherst County, Virginia; † 10. Juni 1874 in Amherst, Virginia) war ein US-amerikanischer Politiker. Zwischen 1849 und 1859 vertrat er den Bundesstaat Virginia im US-Repräsentantenhaus.

## Leben
Paulus Powell besuchte zunächst private Schule und studierte danach am Amherst College in Virginia. Später bekleidete er in seiner Heimat mehrere lokale Ämter. Gleichzeitig schlug er als Mitglied der Demokratischen Partei eine politische Laufbahn ein. Zwischen 1843 und 1849 saß er im Abgeordnetenhaus von Virginia. Bei den Kongresswahlen des Jahres 1848 wurde Powell im fünften Wahlbezirk von Virginia in das US-Repräsentantenhaus in Washington, D.C. gewählt, wo er am 4. März 1849 die Nachfolge von William L. Goggin antrat. Nach vier Wiederwahlen konnte er bis zum 3. März 1859 fünf Legislaturperioden im Kongress absolvieren. Diese waren von den Ereignissen im Vorfeld des Bürgerkrieges geprägt. 1858 wurde er nicht wiedergewählt.
In den Jahren 1863 und 1864 war Powell noch einmal Mitglied des Staatsparlaments. Danach ist er politisch nicht mehr in Erscheinung getreten. Er starb am 10. Juni 1874 in Amherst.